# Gare d’Andelot
Gare d’Andelot – stacja kolejowa w Andelot-en-Montagne, w departamencie Jura, w regionie Burgundia-Franche-Comté, we Francji.
Została otwarta w 1862 przez Compagnie des chemins de fer de Paris à Lyon et à la Méditerranée (PLM). Jest stacją Société nationale des chemins de fer français (SNCF), obsługiwaną przez pociągi TER Franche-Comté.